# Marie Chatardová
Marie Chatardová (* 6. března 1963 Znojmo) je česká velvyslankyně, v letech 2016 až 2021 stálá představitelka ČR při OSN. V červenci 2017 byla zvolena 73. předsedkyní Ekonomické a sociální rady OSN jako třetí žena v historii do jedné ze tří nejvýznamnějších funkcí OSN. České vydání časopisu Forbes jí přidělilo čtvrté místo v žebříčku nejvlivnějších žen Česka za rok 2017. V říjnu 2021 se stala velvyslankyní ČR ve Spojeném království.

## Život
Marie Chatardová se narodila ve Znojmě. Ve věku deseti let se přestěhovala s rodiči do Brna. Po maturitě na gymnáziu Křenová pokračovala ve studiu na Právnické fakultě Masarykovy univerzity, které zakončila v roce 1985 získáním titulu JUDr. Poté krátce pracovala v oboru ochranných známek
Na Ministerstvo zahraničních věcí, do odboru analýz a plánování, nastoupila v roce 1994. V letech 1995 až 1999 působila na Stálém zastoupení ČR v Bruselu, kde se věnovala především spolupráci v oblasti spravedlnosti a vnitra.
V roce 2000 se stala na MZV ředitelkou odboru komunikační strategie, o dva roky později byla jmenována prezidentem Václavem Havlem velvyslankyní ve Švédsku, kde setrvala pět let. Po návratu do Prahy se stala ředitelkou Diplomatického protokolu.
Velvyslankyní ve Francii, Monaku a stálou představitelkou ČR při Mezinárodní organizaci Frankofonie ji v roce 2010 jmenoval prezident Václav Klaus. Od 2013 se navíc stala stálou představitelkou ČR při UNESCO.
V Paříži setrvala v těchto funkcích do července 2016, kdy byla jmenována prezidentem Milošem Zemanem stálou představitelkou ČR při OSN v New Yorku. Tentýž měsíc byla v sídle OSN zvolena místopředsedkyní Ekonomické a sociální rady OSN a o rok později předsedkyní. Tento post zastával zástupce ČR naposledy před dvaceti lety.
Za zásluhy v rozvoji česko-francouzských vztahů obdržela vysoké francouzské vyznamenání Řád čestné legie v hodnosti komandér (velitel); je první ženou z ČR, která získala toto významné ocenění.
Za zásluhy v rozvoji česko-monackých vztahů obdržela vysoké monacké vyznamenání Řád svatého Karla v hodnosti důstojník.
Marie Chatardová se věnovala rovněž pedagogické činnosti, přednášela na Institutu západoevropských studií Karlovy univerzity, na Anglo-American University Prague, na Institutu veřejné správy či na Diplomatické akademii.
V říjnu 2021 se stala velvyslankyní ČR ve Spojeném království.

## Ocenění
- Komandér (velitel) Řádu čestné legie (Francie; 2016)[9]
- Důstojník Řádu svatého Karla (Monako; 2016)[10]